# محمدعلی صفیا
محمدعلی صفیا (زادهٔ ۱۲ فوریهٔ ۱۹۹۷) بازیکن فوتبال اهل ایران است.
وی همچنین در تیم‌های ملی فوتبال نوجوانان ایران، و نوجوانان ایران، بازی کرده‌است.